# Garfín
Garfín es una localidad y pedanía española perteneciente al municipio de Gradefes, en la provincia de León, comunidad autónoma de Castilla y León.

## Datos básicos

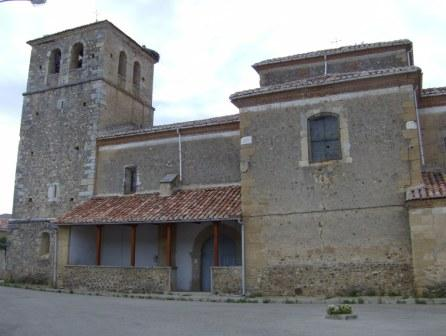

- Se encuentra a 40 km de la capital provincial, (León).
- Tiene 61 habitantes (INE 2009).
- La altitud media es de 875 metros.
- Está en la ribera del río Valdellorma, afluente del Esla.

## Fiestas

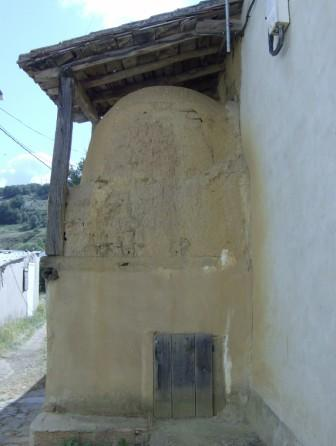

Celebra su fiesta el 14 de septiembre "Día del Cristo" con procesión incluida y otra fiesta la tercera semana de agosto "Fiesta del Veraneante".
Tiene como patrones a S. Servando y S. Germán (23 de octubre) que dan nombre a la iglesia de la localidad.

## Turismo

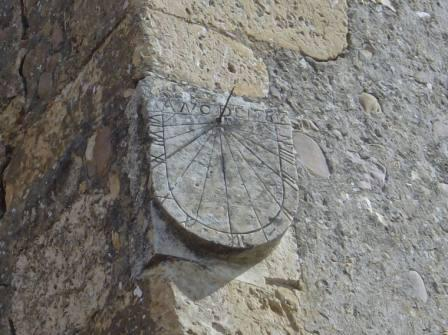

Destacan las eras con sus casetas de adobe donde antiguamente se trillaban los cereales, además de su iglesia, que data de 1787, y algún que otro horno de leña. Garfín destaca además por ser la segunda localidad de León con más kilómetros cuadrados de superficie en la que resaltan los bosques de robles autóctonos y pino de plantación.
A los oriundos de Garfín se les conoce como "carboneros" ya que antiguamente se hacía carbón vegetal, de ahí que haya una zona junto al río que se denomina las carboneras. 
También es de mención la historia de "la cabra loca" a caballo entre realidad y leyenda (más lo primero), un fenómeno extraño y paranormal que todavía nadie ha podido explicar.

## Diccionario geográfico de Madoz
En el Diccionario Geográfico-estadístico-histórico de España y sus posesiones de Ultramar de Madoz, en el Tomo VIII viene una descripción de Garfín:

Garfín: 1 en la prov., dioc. y part. jud. de León (5 leguas). Aud. terr (audiencia territorial) y c. g. (capitanía general) de Valladolid, ayuntamiento de Gradefes. SIT. em terreno desigual; su CLIMA es bastante sano. Tiene igl. parr. (San Servando y San Germán), servida por 1 cura de primer ascenso y libre colación; y buenas aguas potables. Confina con los pueblos de Valdealcón, Valdealiso y San Bartolomé de Rueda. El TERREO es de mediana calidad y le fertilizan las aguas de un arroyo que solo en invierno lleva la bastante. PROD.: trigo, centeno, lino, legumbres y pastos; crís ganado vacuno, yeguar, lanar y cabría. POBL.:  44 vec. 190 alm. (almas). CONTR. (contribución): con el ayuntamiento.